# Pseudoleskea tribulosa
Pseudoleskea tribulosa là một loài Rêu trong họ Leskeaceae. Loài này được Shevock & W.R. Buck mô tả khoa học đầu tiên năm 2009.